# Aldborough & Thurgarton
Aldborough & Thurgarton är en civil parish i North Norfolk i Storbritannien. Den ligger i grevskapet Norfolk och riksdelen England, i den sydöstra delen av landet, 180 km nordost om huvudstaden London. Parish har 578 invånare (2011).